# Meall nan Aighean
Meall nan Aighean är ett berg i Storbritannien.   Det ligger i kommunen Perth and Kinross och riksdelen Skottland, i den norra delen av landet, 600 km norr om huvudstaden London. Toppen på Meall nan Aighean är 981 meter över havet, eller 132 meter över den omgivande terrängen. Bredden vid basen är 1,2 km.
Terrängen runt Meall nan Aighean är huvudsakligen kuperad.Runt Meall nan Aighean är det mycket glesbefolkat, med 4 invånare per kvadratkilometer. Närmaste större samhälle är Aberfeldy, 16,0 km öster om Meall nan Aighean. I omgivningarna runt Meall nan Aighean växer i huvudsak blandskog.